# Stade Yamaha
Le stade Yahama (en japonais : ヤマハスタジアム) est un stade de football situé à Iwata, dans la préfecture de Shizuoka au Japon.

## Histoire
Le Stade Júbilo Iwata est un stade de football situé à Iwata, au Japon. Inauguré en 1978, il a été agrandi en 1994, puis rénové en 2002 et 2013. Il est la propriété du groupe Yamaha. Il accueille l'équipe locale de rugby, Yamaha Jubilo, et l'équipe de football du Jubilo Iwata.

## Note et référence
1. ↑  « Yamaha Stadium » , sur www.ostadium.com (consulté le 12 janvier 2022)